# Harrsjöbergstjärnen
Harrsjöbergstjärnen är en sjö i Strömsunds kommun i Jämtland och ingår i Ångermanälvens huvudavrinningsområde. Sjön har en area på 0,0398 kvadratkilometer och ligger 504,1 meter över havet.

## Delavrinningsområde
Harrsjöbergstjärnen ingår i det delavrinningsområde (713916-147395) som SMHI kallar för Mynnar i 713652-147749. Medelhöjden är 507 meter över havet och ytan är 2,95 kvadratkilometer. Det finns inga avrinningsområden uppströms utan avrinningsområdet är högsta punkten. Vattendraget som avvattnar avrinningsområdet har biflödesordning 5, vilket innebär att vattnet flödar genom totalt 5 vattendrag innan det når havet efter 242 kilometer. Avrinningsområdet består mestadels av skog (95 procent). Avrinningsområdet har 0,04 kvadratkilometer vattenytor vilket ger det en sjöprocent på 1,3 procent.